# Rathaus (Kulmbach)

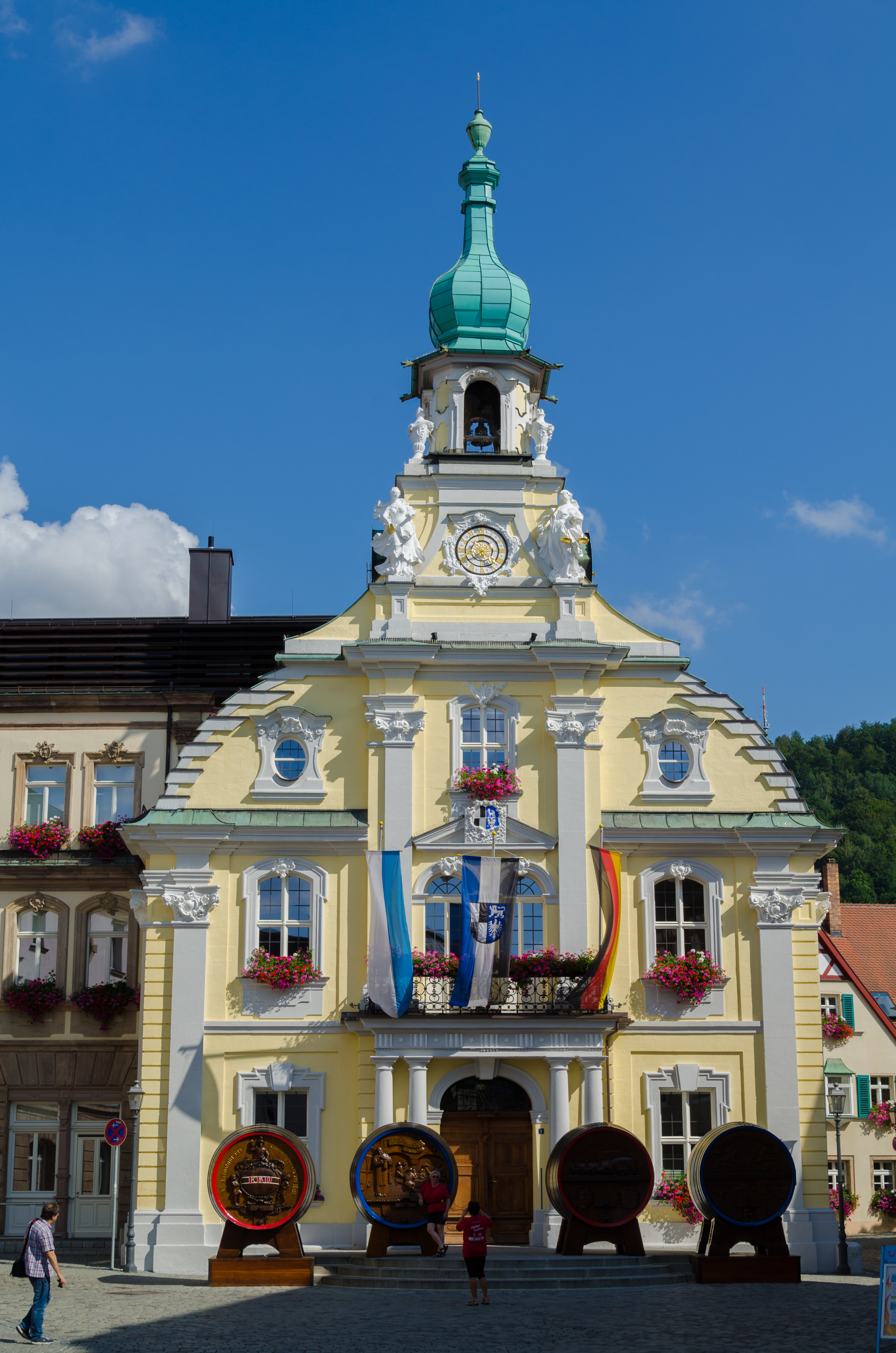
Rathaus in Kulmbach

Das Rathaus in Kulmbach, einer Stadt im oberfränkischen Landkreis Kulmbach in Bayern, wurde 1752 von Johann Georg Hoffmann errichtet. Das Rathaus mit der Adresse Marktplatz 1, an der Südostecke des Marktplatzes, ist ein geschütztes Baudenkmal.
Der dreigeschossige Eckbau mit Schaugiebel hat einen offenen achteckigen Dachreiter mit Glocke. Die Fassade mit der kuppelartig gekrümmten Giebellinie wurde nach einem Entwurf des Hofarchitekten Joseph Saint-Pierre († 1754) errichtet. Die Bauplastik besteht aus Vasen, Statuen der Temperantia und Justitia sowie Kapitellen. Im dominanten Mittelrisalit befinden sich das Portal, der Balkon und das Wappen der Stadt. Der Deckenstuck im Inneren aus der Bauzeit wird Johann Nicolaus Feeg zugeschrieben.
Der neubarocke Anbau wurde 1889 errichtet.